# Stadio do Dragão
L'Estádio do Dragão (lett. "stadio del Drago") è il più grande stadio della città di Porto, in Portogallo e il secondo più grande della nazione, con una capienza di 50033 spettatori. Ospita le partite interne del Futebol Clube do Porto.
Progettato dall'architetto portoghese Manuel Salgado, fu inaugurato nel 2003, quando divenne la sede delle partite del Porto in sostituzione dello stadio das Antas, poi demolito nel 2004. Ha ospitato alcuni incontri del campionato d'Europa 2004, tra cui la partita inaugurale del torneo tra Portogallo e Grecia. Ha ospitato, inoltre, una semifinale e la finale della UEFA Nations League 2018-2019 e la finale della UEFA Champions League 2020-2021.

## Storia

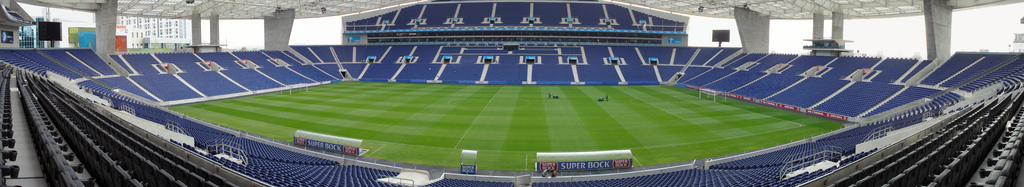
Panoramica dello stadio

I lavori di costruzione dello stadio, costato 97755318 €, di cui 18430956 forniti dal governo portoghese, iniziarono negli ultimi mesi del 2001 e furono ultimati nel novembre 2003, alcuni mesi dopo il previsto. Si decise, infatti, per un'interruzione dei lavori al fine di consentire il raggiungimento di un accordo tra il presidente del F.C. Porto e il sindaco di Porto, raggiunto il quale i lavori proseguirono regolarmente. Fu considerata l'ipotesi di intitolare l'impianto a Jorge Nuno Pinto da Costa, presidente del Porto. Egli rifiutò però la proposta, dando allo stadio il nome attuale. 
Lo stadio fu inaugurato in occasione dell'amichevole Porto-Barcellona (2-0) il 16 novembre 2003.
L'impianto è dotato di una parete di azulejo, le tipiche mattonelle portoghesi, ampia 21 km².
Il 28 settembre 2013, in occasione delle celebrazioni per i 120 anni del Porto, fu inaugurato, nello stadio, un museo di tutte le sezioni sportive del club, situato a ridosso della tribuna est, per una superficie di 7 000 metri quadrati e 27 spazi tematici.

## Incontri del campionato europeo di calcio 2004
| Arbitro: | Collina |

|               |           |                                  |
| C.Ronaldo 90’ | Marcatori | 7’ Karagounis 51’ (rig.) Basinas |

| Arbitro: | Frisk |

|            |           |                     |
| Frings 30’ | Marcatori | 81’ Van Nistelrooij |

| Arbitro: | Meier |

|             |           |                 |
| Cassano 37’ | Marcatori | 85’ Ibrahimović |

| Arbitro: | Ivanov |

|                           |           |  |
| Koller 49’ Baroš 63’, 65’ | Marcatori |  |

| Arbitro: | Collina |

|                  |           |  |
| Dellas 105’ (sg) | Marcatori |  |

## Incontri della UEFA Nations League 2018-2019 (fase finale)
| Arbitro: | Felix Brych |

|                       |           |                      |
| Ronaldo 25’, 88’, 90’ | Marcatori | 57’ (rig.) Rodríguez |

| Arbitro: | Alberto Undiano Mallenco |

|            |           |  |
| Guedes 60’ | Marcatori |  |

## Finale della UEFA Champions League 2020-2021
| Arbitro: | Antonio Mateu Lahoz |

|  |           |             |
|  | Marcatori | 42’ Havertz |

## Galleria d'immagini

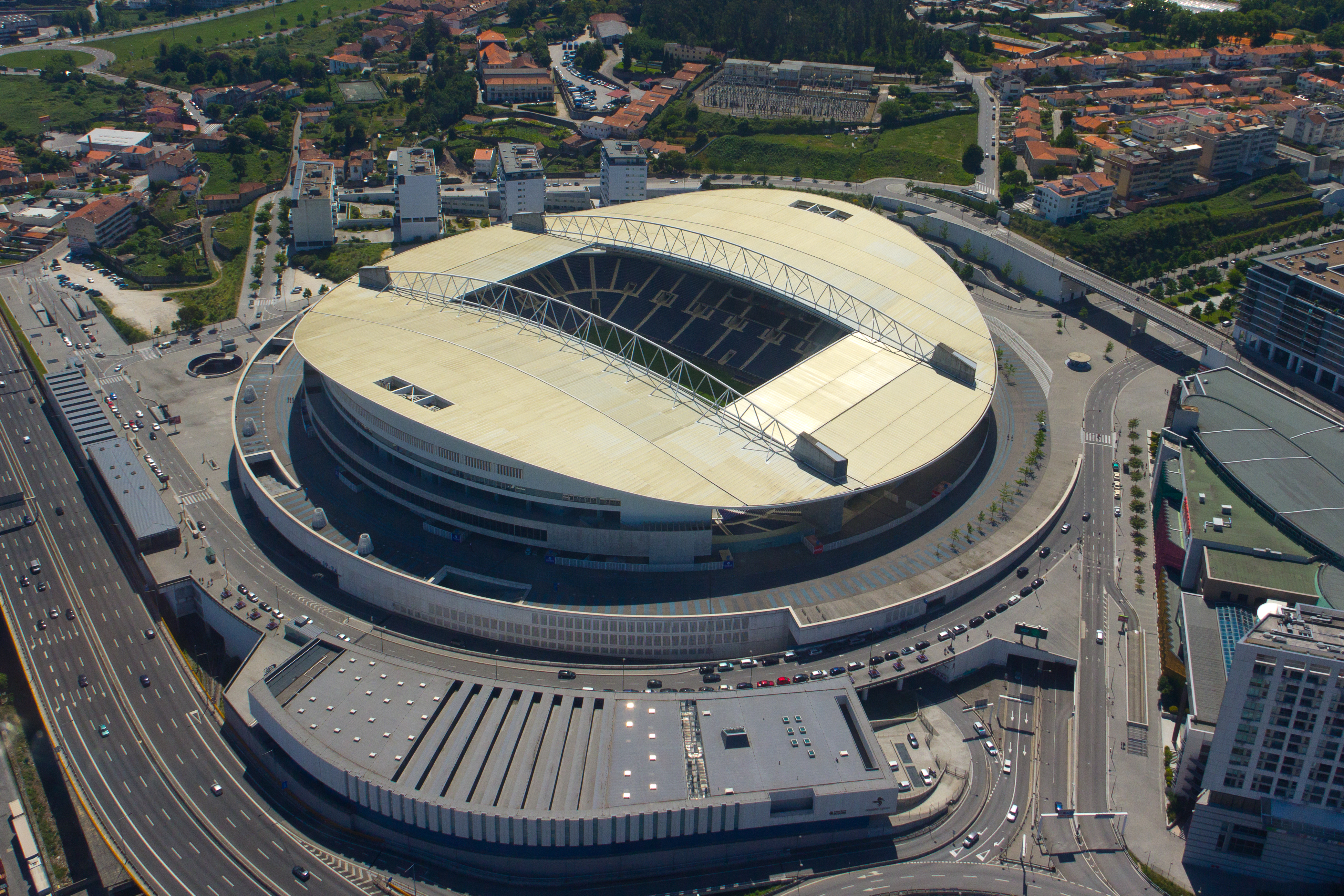
Vista aerea
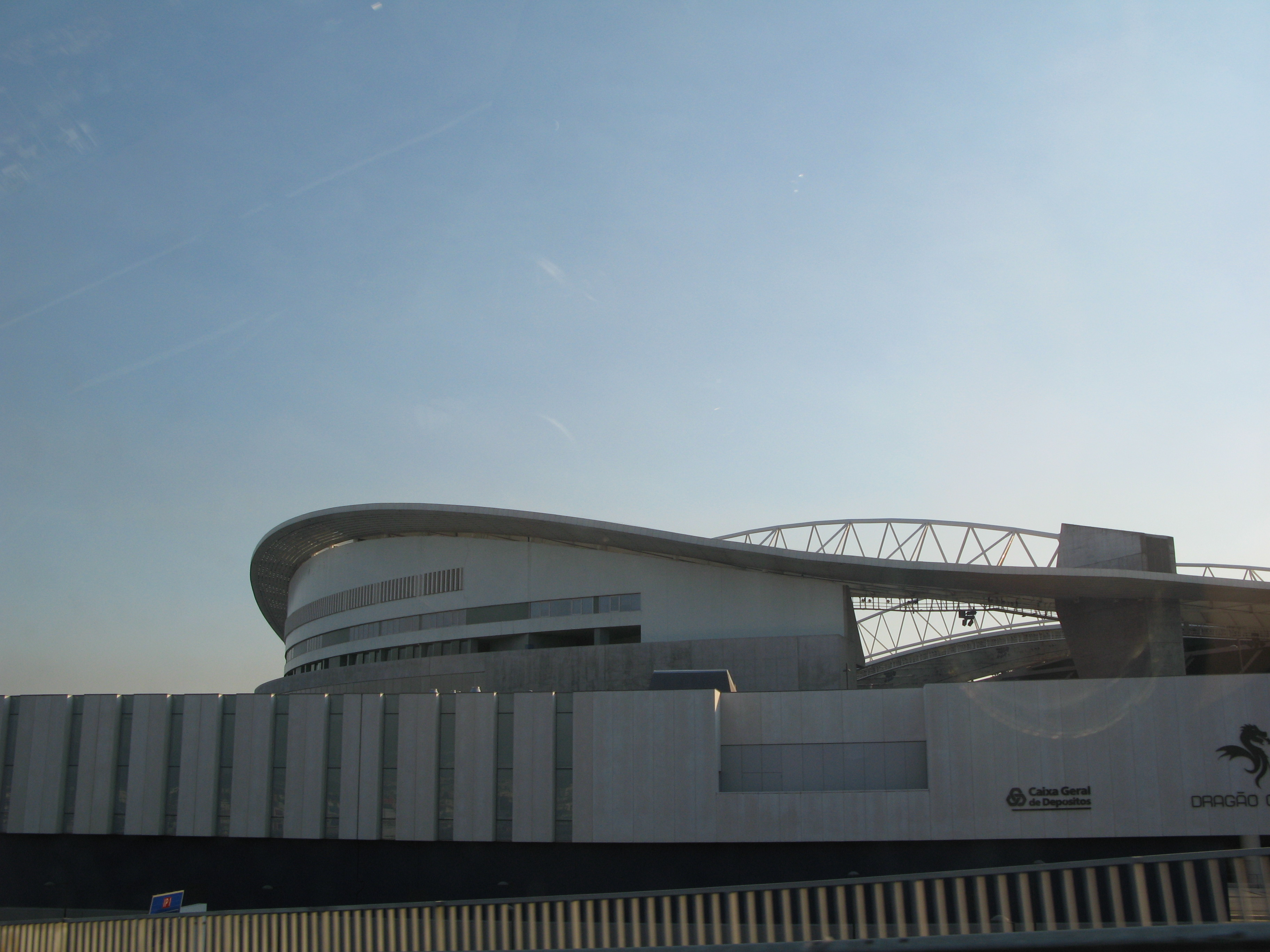
Esterno
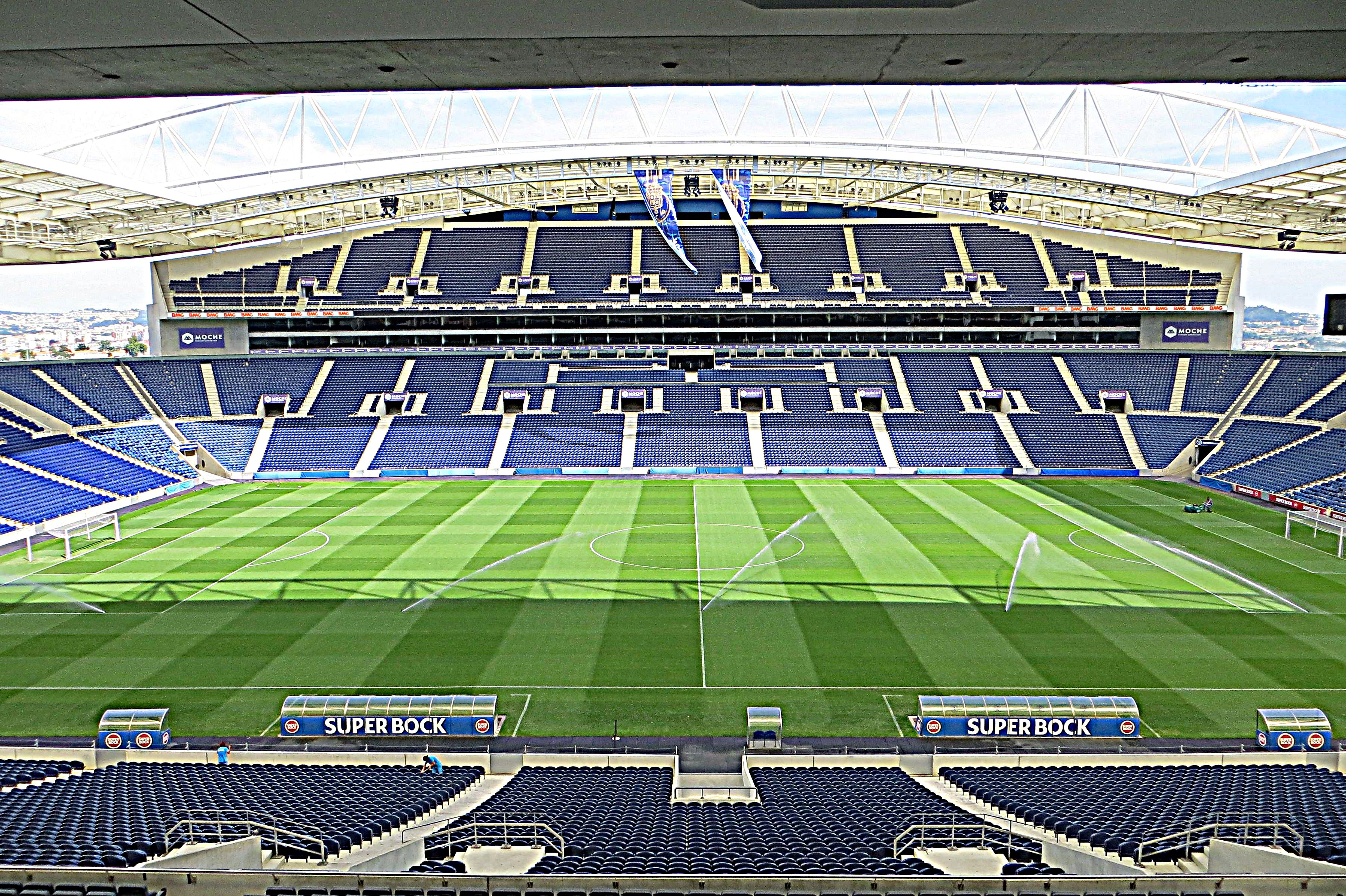
Interno
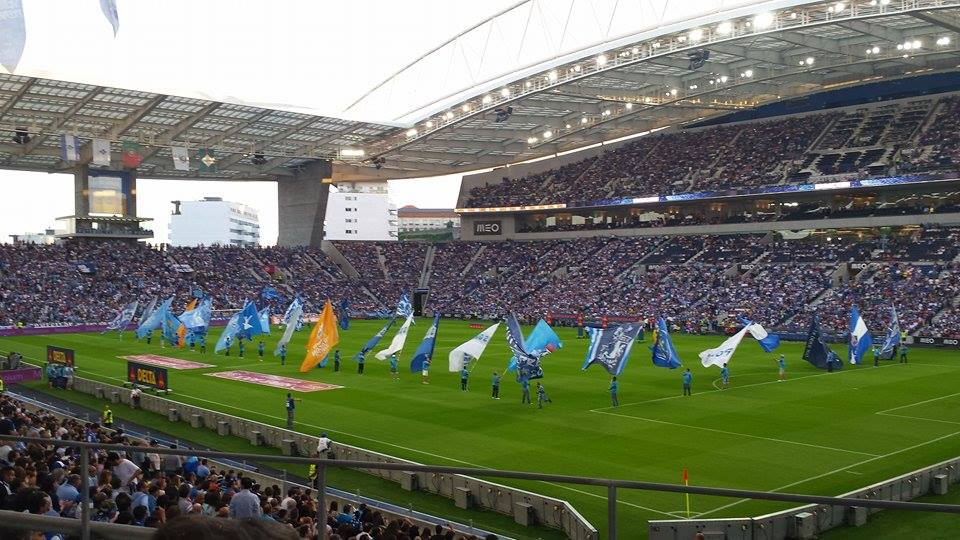
Interno
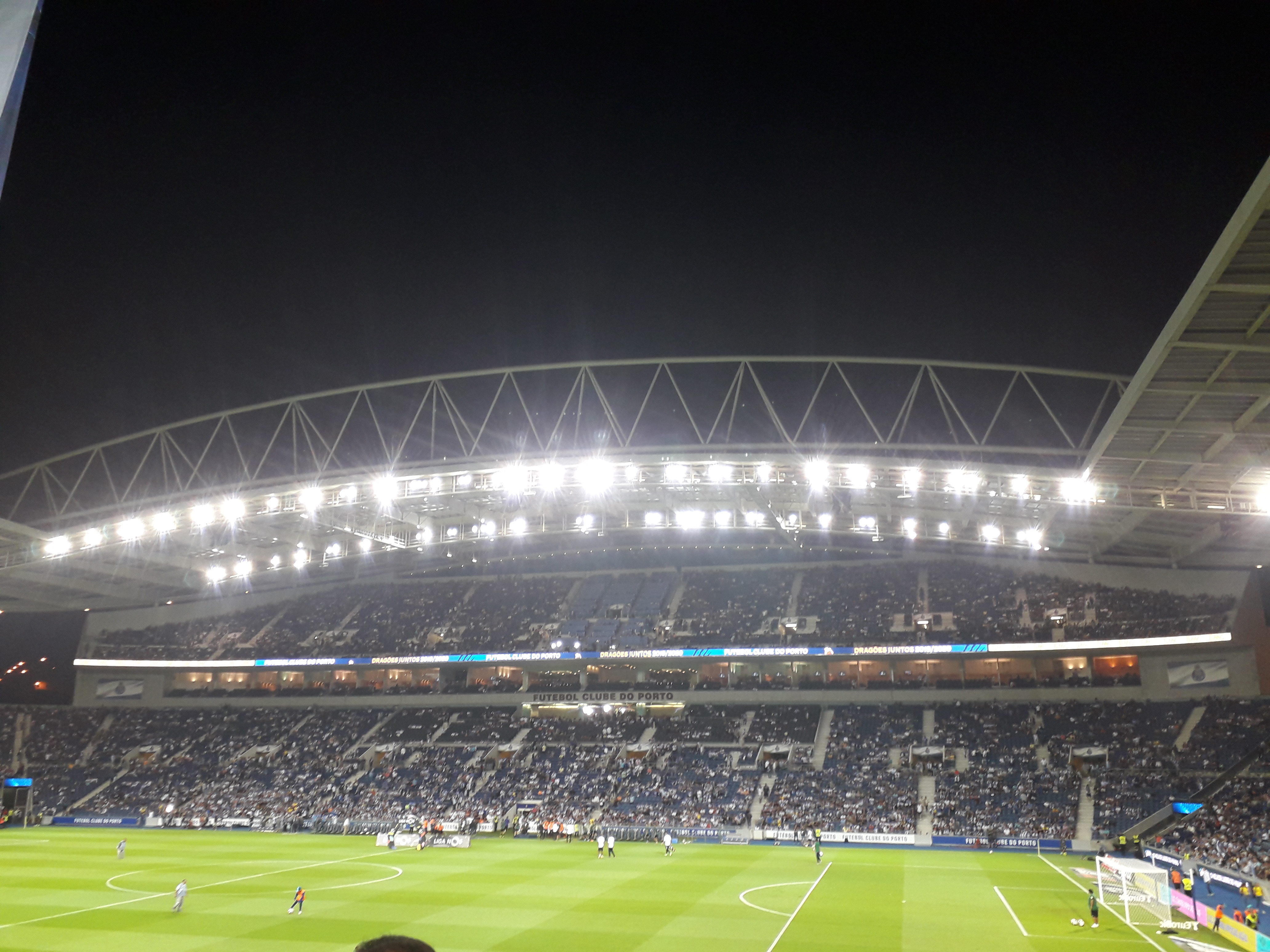
Interno
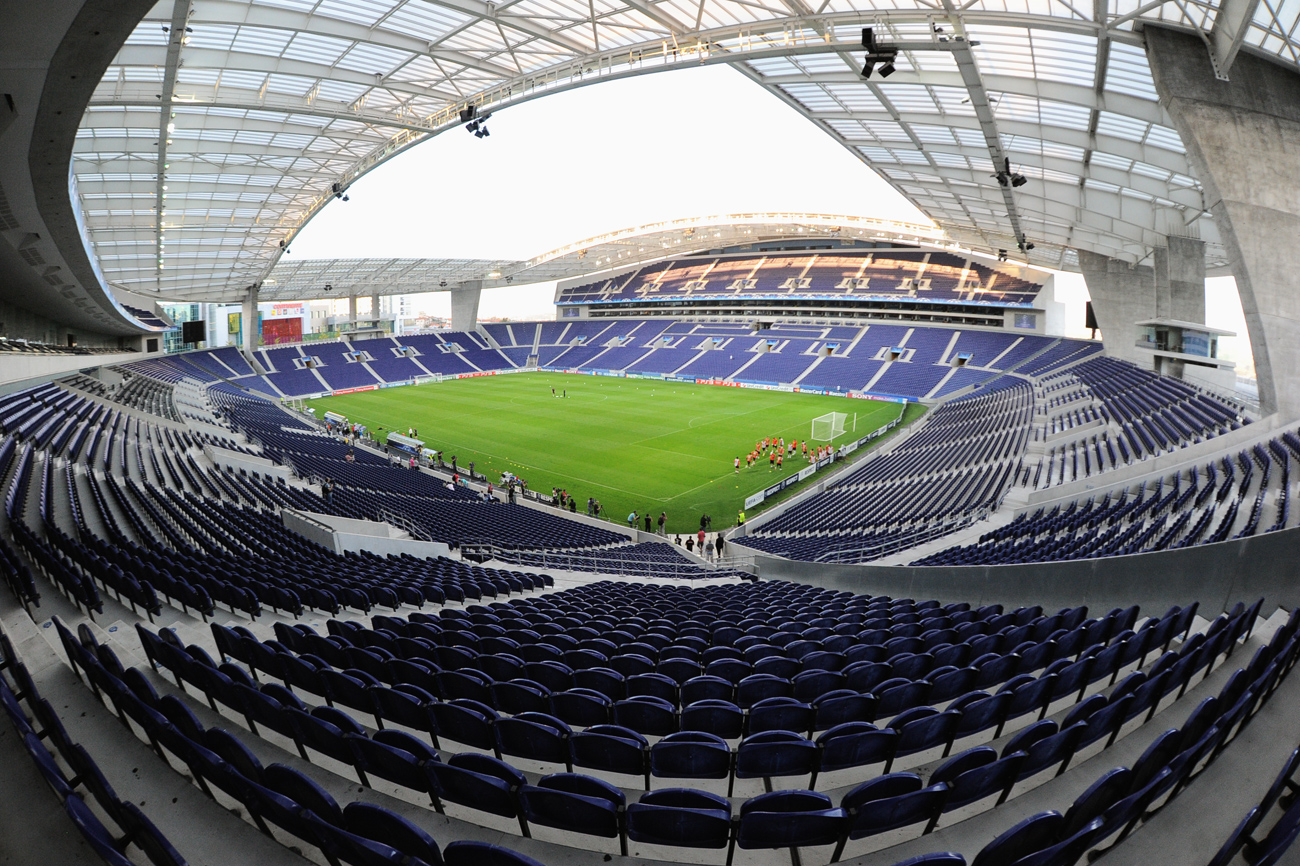
Interno